# 完全に詰んだイチ子はもうカリスマになるしかないの
『完全に詰んだイチ子はもうカリスマになるしかないの』（かんぜんにつんだイチこはもうカリスマになるしかないの）は、2022年11月2日（1日深夜）から12月21日（20日深夜）までテレビ東京系列の「ドラマチューズ!」枠にて放送されたテレビドラマ。主演は深川麻衣。
本作では女優のMEGUMIが連続ドラマの企画・プロデュースに初挑戦している。

## キャスト

### 主要人物
有加里壱子（ゆうかり いちこ）〈27〉
演 - 深川麻衣（学生時代：月島琉衣）
「テレビ都」の若手女子アナウンサー。「ユーカリちゃん」の愛称で親しまれていたが、交際相手の奥野が既婚者と知らず、図らずも不倫報道によりどん底に陥り、女子アナを辞めることになる。
不美（ふみ）〈72〉
演 - MEGUMI
美容品会社「カシレ」のカリスマ社長。フミチャンネルで対談番組「BE AT フミ カリスマさんいらっしゃい」を配信する。
20年前、経歴詐称がバレてどん底に落ちた経験があり、壱子に同情する。

### 壱子の関係者
凪元恭平（なぎもと きょうへい）〈31〉
演 - 野村周平
喫茶「ウィーン」の店主。SNSで壱子をフォローする熱心なファン「まめきょー」。
ヨッピ〈27〉
演 - サーヤ（ラランド）
壱子の親友。図書館司書。8年前、大学1年生の時に壱子と出会い親友になる。
トキオ
演 - ゆうたろう
喫茶「ウィーン」の店員。コスメ男子。
天沢真雪
演 - 辻凪子
銀座の高級エステ店のエステティシャン。「オイルたっぷりにしちゃいますね」が口癖。
奥野茂
演 - 藤森慎吾（オリエンタルラジオ）
ジャーナリスト。壱子の不倫相手。既婚者で子持ち。
有加里千鶴（ゆうかり ちづる）〈55〉
演 - YOU
壱子の母。鍼灸院のはり師。不倫報道でどん底の娘・壱子を心配する。不美のファン。
坂巻により「カシレ」の広告塔に担ぎ出され、カリスマとして壱子とライバル関係となる。

### 不美の関係者
坂巻〈45〉
演 - 岩崎う大（かもめんたる）
美容品会社「カシレ」の運営トップ。ブランドイメージ保持のためには、不美をも牛耳る人物。
間宮
演 - YUSHI
不美のハイパーエグゼクティブマネージャー。
ふち子
演 - ふちいく子（淵郁子）
「カシレ」のカリスマ営業レディ。
カシレのスタッフたち
演 - 平岡亮、花影香音、山田ジャンゴ

### ゲスト

#### 第1話
最上圭介
演 - 木村知貴（第2話・最終話）
壱子の上司。壱子から自分に無益な存在「上司B」と思われている。
同級生の奥野茂の壱子との不倫を知り、壱子が笑顔の口角の角度を相手によって使い分けるのが気に入らず、不倫を暴露する。
プロポーションカウンセラー
演 - 六車奈々（第2話）
壱子が出勤前に視聴していたテレビ番組の出演者。
女優
演 - 宮坂灯里
壱子が自分が「映える」ために付き合っている友人。
モデル
演 - 藤井サチ
壱子が自分が「映える」ために付き合っている友人。
テレビ都の社長
演 - 川瀬陽太（第2話）
スキャンダルがないことを確認した上、壱子をニュース番組「THE NEWS 22」の新キャスターに抜擢する。
下根太郎
演 - 松谷ヒロキ（パップコーン）
「週刊ゴシップ」の記者。壱子が既婚者の奥野と不倫していることで直撃取材する。
セクシービデオのスカウト
声 -
奥野との不倫で、奥野の妻・多江から慰謝料を請求されている壱子に、5000万円でセクシービデオへの出演を打診する。
弁護士
演 - 鈴木理学
慰謝料を請求する奥野の妻・多江の代理人弁護士。
裁判官
演 - 眼鏡太郎
壱子に慰謝料を請求する不倫裁判の裁判官。

#### 第2話
村津大地
演 - 村津大地（本人役）
歯科医。口元美人を数々生み出したカリスマ。フミチャンネルでの不美の対談相手。
ベンジー牧谷
演 - えんどぅ
タコの被り物を被った、グニャグニャストレッチのインストラクター。テレビ都の番組出演者。
よしつき
演 - 河村理人（最終話）
奥野の息子。うんこの被り物を被り、公園で遊ぶ。
よしつきの友達
演 - 小貫瑛太郎、森野創介
うんこの被り物を被り、よしつきと公園で遊ぶ。

#### 第3話
元谷芙美子
演 - 元谷芙美子（本人役）
アパホテル社長。フミチャンネルでの不美の対談相手。不美の50年来の友人。
さやか
演 - 長尾沙也加（本人役）
カシレで壱子と千鶴のお肌のお手入れを行う。
奥野多江〈28〉
演 - まつきりな（第4話・最終話）
茂の妻。壱子を夫との不倫で訴える。不美の熱狂的ファン。
不美が仲介して壱子の頬にビンタを一発喰らわせたことで、壱子と和解する。

#### 第4話
佐野恵美子
演 - 佐野恵美子（本人役）
「レ・トロワ・ショコラ・パリ」のショコラティエール。フミチャンネルでの不美の対談相手。パリとのライブ対談。
樋口
演 - 樋口妙子（本人役）
フットケアセラピスト。壱子のフットケアを担当する。
おぐねぇー
演 - 小椋ケンイチ（本人役）
不美のヘアメイクを担当する。

#### 第5話
Matt
演 - Matt（本人役）
美肌のカリスマ。フミチャンネルでの不美の対談相手。
野田社長
演 - 野田義治（本人役）（最終話）
サンズエンタテインメント社長。テレビ局ですれ違った壱子に対し、不倫で落ち目になったことを慰める。
有加里家のご近所さん
演 - 柿弘美、三森麻美
壱子が学生時代、母・千鶴の交際相手がまた変わったと噂するが、かわいくないあなたたちには無理でしょうねと壱子に毒を吐かれる。
雑誌編集者
演 - もりももこ
ファッション誌「MEDOSA」の編集者。雑誌の特集で壱子をインタビューし、発言の一部を切り取って「性のカリスマ」と紹介する。

#### 第6話
近藤寛子
演 - 近藤寛子（本人役）
エステプロラボのトップインストラクター。フミチャンネルでの不美の対談相手。
テレビ番組の司会者
演 - 田口英明
テレサ千鶴（壱子の母）がゲスト出演したテレビ番組「今週の時の人」の司会者。
テレビ番組の出演者
演 - シフォン大喜、奈良原、北村沙織
「今週の時の人」の出演者たち。
女子大生①、女子大生②
演 - 火野さあや、中垣内彩加
壱子の大学1年の頃の知り合い。
インタビュアー
演 - 上路雪江
壱子を取材し、壱子の語るヨッピとの出会い（大学1年の時に出会った、興味から接触した、最高だった）を、アダルトトイとの出会いと勘違いして聞く。
村澤
演 - 芦沢ムネト
ワイドショーのコメンテーター。不美やテレサ千鶴（壱子の母）の発言は、すべて坂巻の準備した台本によるものであった「カシレ」の不祥事についてコメントする。
ワイドショーの司会者
演 - 槙尾ユウスケ
ヨッピがSNSにアップした壱子が奥野の書籍を頭に乗せおどけている写真を、匂わせ不倫疑惑と報じる。
後日、「カシレ」の不祥事を受け、壱子が「カシレ」の新社長に就任することを伝える。

#### 第7話
小林けん
演 - 小林けん（本人役）
ALEX社長。不美と30年来の付き合い。フミチャンネルでの不美の対談相手。
恭平の交際相手
演 - 金井美樹
1年前、何を考えているのか分からなくて不安だと、恭平に別れ話を切り出した。
テレビ番組の出演者
演 - NACO（ポルコ）、森井あきひと（ポルコ）
壱子が出演していたテレビ番組「酔いどれホンネ話」の共演者。
おじいさん
演 - ティーチャ （めいどのみやげ）
キャンプ場を夜中に歩いていたおじいさん。遭難したと思っていた壱子と恭平がキャンプ場にいたことを気づかせる。

#### 最終話
デヴィ夫人
演 - デヴィ夫人（本人役）
セレブ界のカリスマ。不美が一番尊敬する女子。フミチャンネルでの不美の対談相手。
レポーター
演 - 須田拓也（パップコーン）
恭平が坂巻に刃物で襲われ重傷を負ったことを、恭平が搬送された病院の前から伝える。
記者
演 - 市原洋、龍真、コーシロー
恭平が坂巻に刃物で襲われたことが、不倫や痴情のもつれに関係しているのではと壱子に取材する。
病院関係者
演 - 今川宇宙
病院の入り口に報道陣が殺到したことから、壱子を病院内に連れ戻す。

## スタッフ
- 企画・プロデュース - MEGUMI[1][2][3]
- 監督 - 太田勇（テレビ東京）、朝日恵里、岩崎う大（かもめんたる）、西野真伊
- 脚本 - 北川亜矢子、我人祥太、岩崎う大（かもめんたる）
- 音楽 - PES
- 主題歌 - ジェニーハイ「超最悪」（unBORDE / WARNER MUSIC JAPAN）[26]
- 挿入歌 - ZILLION「冗談じゃないわ」（ソニー・ミュージックレーベルズ）[7]
- プロデューサー - 太田勇（テレビ東京）、井上穂乃香（テレビ東京）、勝俣円（DASH）、藤倉忠和（KICKY）、鶴田紫央里（DASH）
- 制作 - テレビ東京、DASH
- 製作著作 - 「完全に詰んだイチ子はもうカリスマになるしかないの」製作委員会

## 放送日程
| 各話   | 放送日   | サブタイトル | サブタイトル                            | 脚本       | 監督     |
| 各話   | 放送日   | 公式サイト   | Paravi・ネットもテレ東                  | 脚本       | 監督     |
| ------ | -------- | ------------ | --------------------------------------- | ---------- | -------- |
| 第1話  | 11月02日 | 絶頂から底へ | 絶頂にいたイチ子は全てを失うの          | 我人祥太   | 太田勇   |
| 第2話  | 11月09日 | 不倫の被害者 | 不倫の被害者いつだって女性ってなんなの? | 我人祥太   | 太田勇   |
| 第3話  | 11月16日 | マリオネット | カリスマか?マリオネットか?              | 北川亜矢子 | 朝日恵里 |
| 第4話  | 11月23日 | 一発には一発 | 一発には一発で。                        | 我人祥太   | 朝日恵里 |
| 第5話  | 11月30日 | 大嫌いな母   | 尊敬する大嫌いな母                      | 岩崎う大   | 岩崎う大 |
| 第6話  | 12月07日 | 親友とアレと | 母と親友とセルフプレジャー              | 我人祥太   | 朝日恵里 |
| 第7話  | 12月14日 | 崖の下の2人  | 崖の下の2人                             | 北川亜矢子 | 西野真伊 |
| 最終話 | 12月21日 | カリスマに   | 本物のカリスマ                          | 我人祥太   | 太田勇   |

## 放送局
| 放送期間                      | 放送時間                     | 放送局         | 対象地域       | 備考   |
| ----------------------------- | ---------------------------- | -------------- | -------------- | ------ |
| 2022年11月2日 - 12月21日      | 水曜 0:30 - 1:00（火曜深夜） | テレビ東京     | 関東広域圏     | 製作局 |
|                               |                              | テレビ北海道   | 北海道         |        |
|                               |                              | テレビせとうち | 岡山県・香川県 |        |
|                               |                              | TVQ九州放送    | 福岡県         |        |
| 2022年11月12日 - 2023年1月7日 | 土曜 1:40 - 2:10（金曜深夜） | テレビ大阪     | 大阪府         |        |

## ネット配信
| 配信開始月 | 配信サイト     | 配信料金     | 備考       |
| ---------- | -------------- | ------------ | ---------- |
| 2022年11月 | ネットもテレ東 | 広告付き無料 | 見逃し配信 |
| 2022年11月 | TVer           | 広告付き無料 | 見逃し配信 |
| 2022年11月 | GYAO!          | 広告付き無料 | 見逃し配信 |
| 2022年11月 | Paravi         | 定額制有料   |            |